# Danzón (película)
Danzón es una película mexicana de 1991 dirigida por María Novaro.

## Sinopsis
Julia (Maria Rojo) es una telefonista en la Ciudad de México que solo tiene tres ocupaciones: el trabajo, su hija y el danzón. Cada semana Julia se luce en la pista del Salón Colonia con su pareja de baile, Carmelo (Daniel Rergis). La vida de Julia cambia cuando este desaparece y se decide a buscarlo en Veracruz.
Hablar sobre el nuevo cine mexicano, es hablar de un cine en el que el papel de la mujer ha adquirido enorme importancia. La tarea (1990), Como agua para chocolate (1992), La mujer de Benjamín (1991) y Danzón son filmes esencialmente femeninos. Y es quizás Danzón el más femenino de todos ellos.
Visión de mujeres sobre mujeres, Danzón significa el descubrimiento de una nueva femineidad dentro de la mitología fílmica mexicana. En una cinematografía acostumbrada a los arquetipos, es muy interesante encontrar un filme que, como este, desmitifica los roles comúnmente atribuidos a la mujer en México.
Aunque la vida de las mujeres de Danzón gira alrededor de los hombres, el filme se refiere más a los lazos que establecen ellas entre sí, que a sus relaciones con el sexo opuesto. El hombre es un objeto en sus vidas: un punto de referencia para determinar sus historias. Así, el viaje de Julia es, en realidad, una travesía hacia el interior de sí misma. Al final, ella regresará a su mundo de mujeres; su búsqueda del hombre la llevará de nueva cuenta a su femineidad.
Para las mujeres de Danzón, los hombres son personajes que van de paso, como los marineros. Los hijos de doña Ti, los amantes de la Colorada, Carmelo y hasta el mismo Rubén, son personajes que se mueven, mientras que las mujeres permanecen. En esta visión femenina del México contemporáneo, la mujer es quien tiene la sartén por el mango.
Quizás la aportación más importante de Danzón a nuestra cultura fílmica sea esta visión femenina del mundo. La labor de María Novaro ofrece al espectador una manera distinta de ver la realidad, con ojos de mujer. Esto es muy importante, si tomamos en cuenta que el cine, como muchas otras manifestaciones culturales, ha tenido una visión predominantemente masculina desde sus orígenes.

## Comentarios
Este filme ocupa el lugar 45 dentro de la lista de las 100 mejores películas del cine mexicano, según la opinión de 25 críticos y especialistas del cine en México, publicada por la revista somos en julio de 1994.

## Premios y nominaciones
Nominada en 1992 por la Academia Mexicana de Artes y Ciencias Cinematográficas al Premio Ariel a la mejor película, mejor dirección, mejor guion original, y al mejor tema musical ("Danzón" de María Novaro).